# Tata Steel Chess Tournament

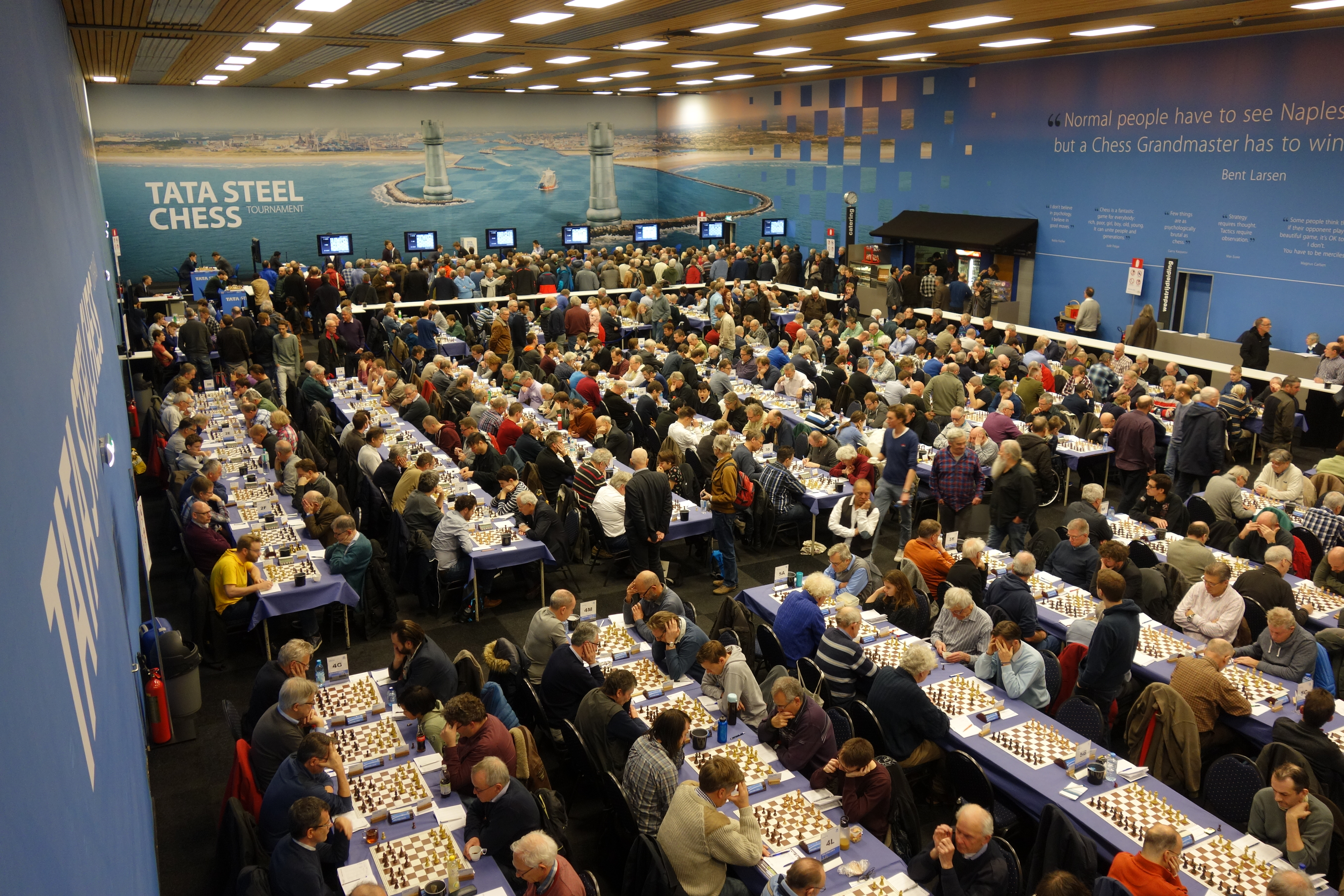
Tata Steel Chess Tournament 2017

Tata Steel Chess Tournament, före 2011 kallad Corus Chess Tournament, är en schackturnering som årligen arrangeras i januari, i Wijk aan Zee i norra Nederländerna. Det är årets första stora schackturnering, och den är tillsammans med turneringarna i Linares och Dortmund en av de mest prestigefyllda schackturneringarna som arrangeras regelbundet. 
Turneringen har anordnats sedan 1938, då kallad Hoogovens tournament. Namnet stod sig tills sponsorn Koninklijke Hoogovens slogs ihop med British Steel för att bilda Corus Group. Därefter bytte turneringen namn igen efter att Tata Steel köpt Corus Group plc.

## Vinnare

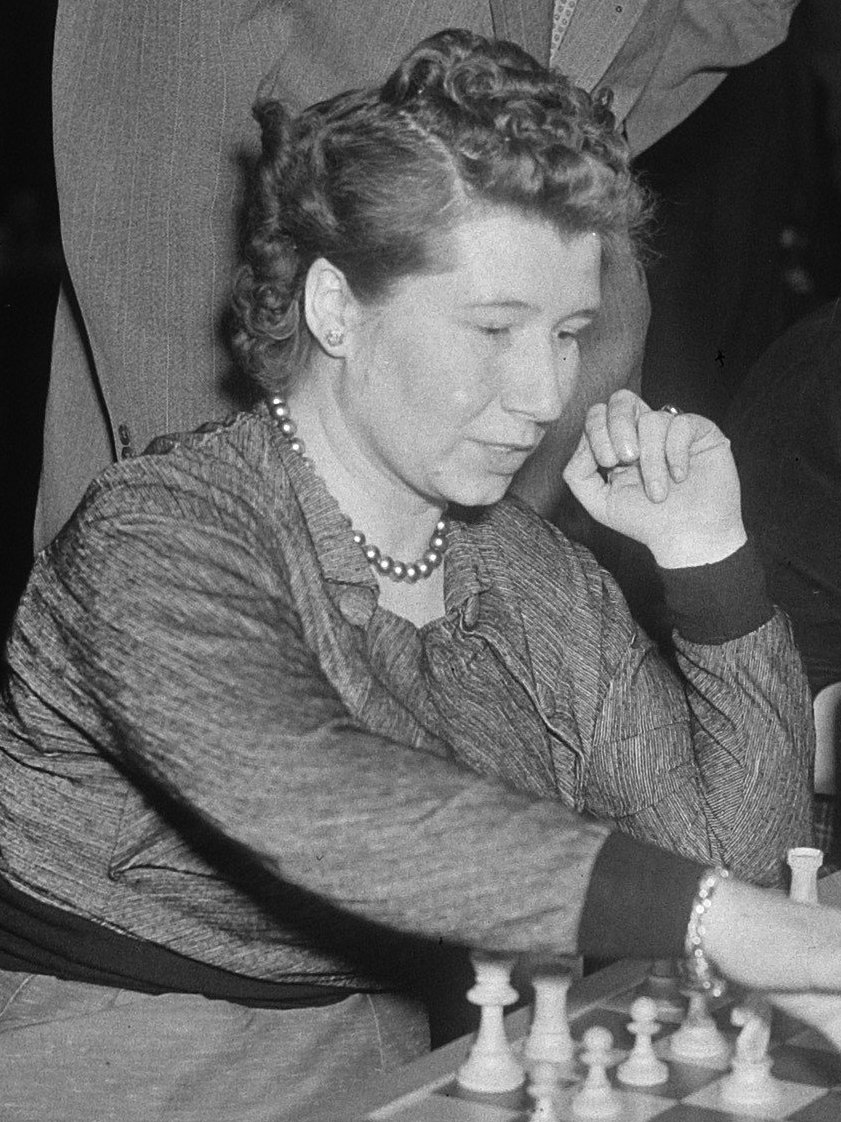
Fenny Heemskerk vid turneringen 1953.

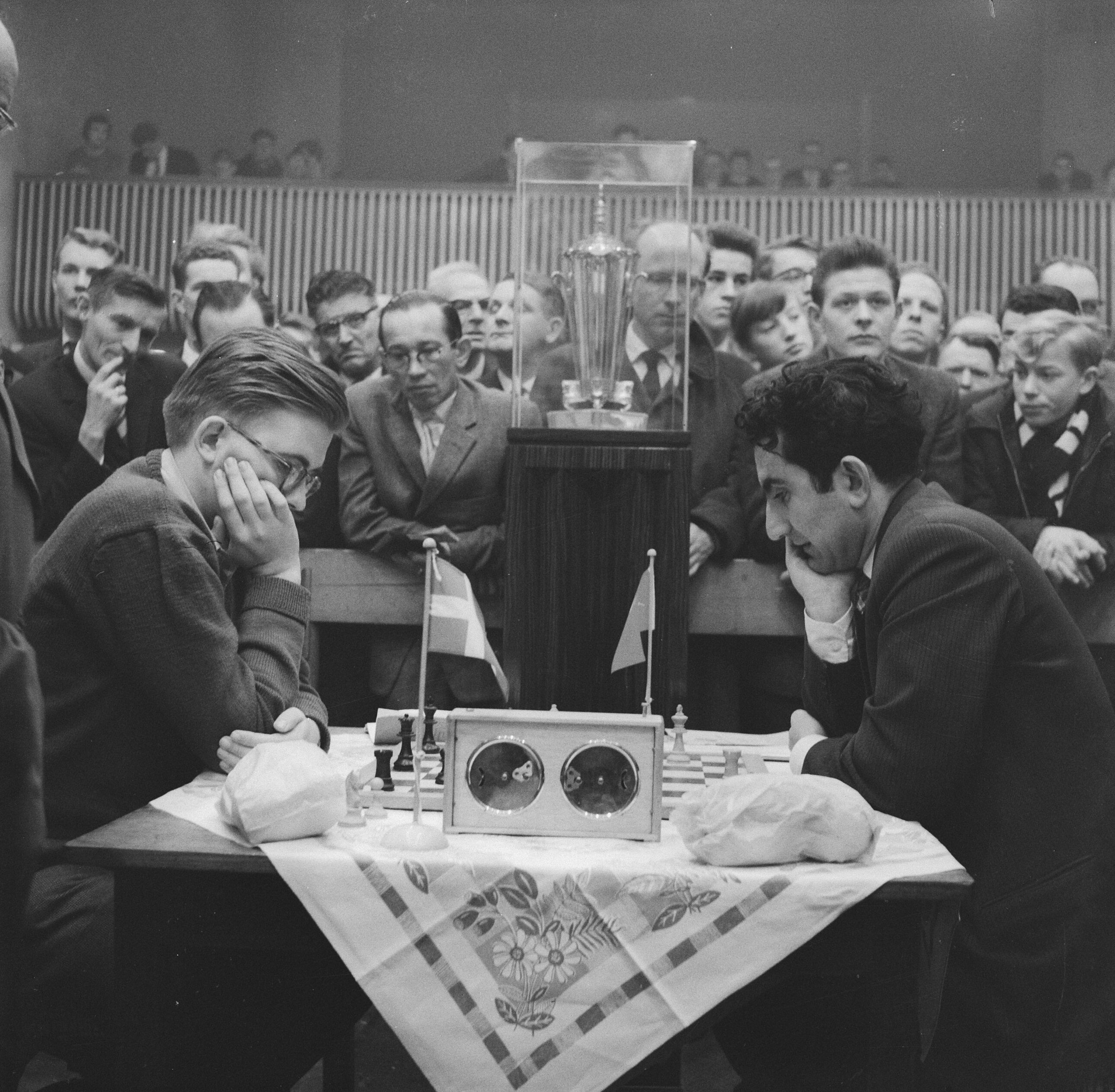
Bent Larsen vs. Tigran Petrosian, 1960

Vinnare av A-gruppen:

### Hoogovens Beverwjik

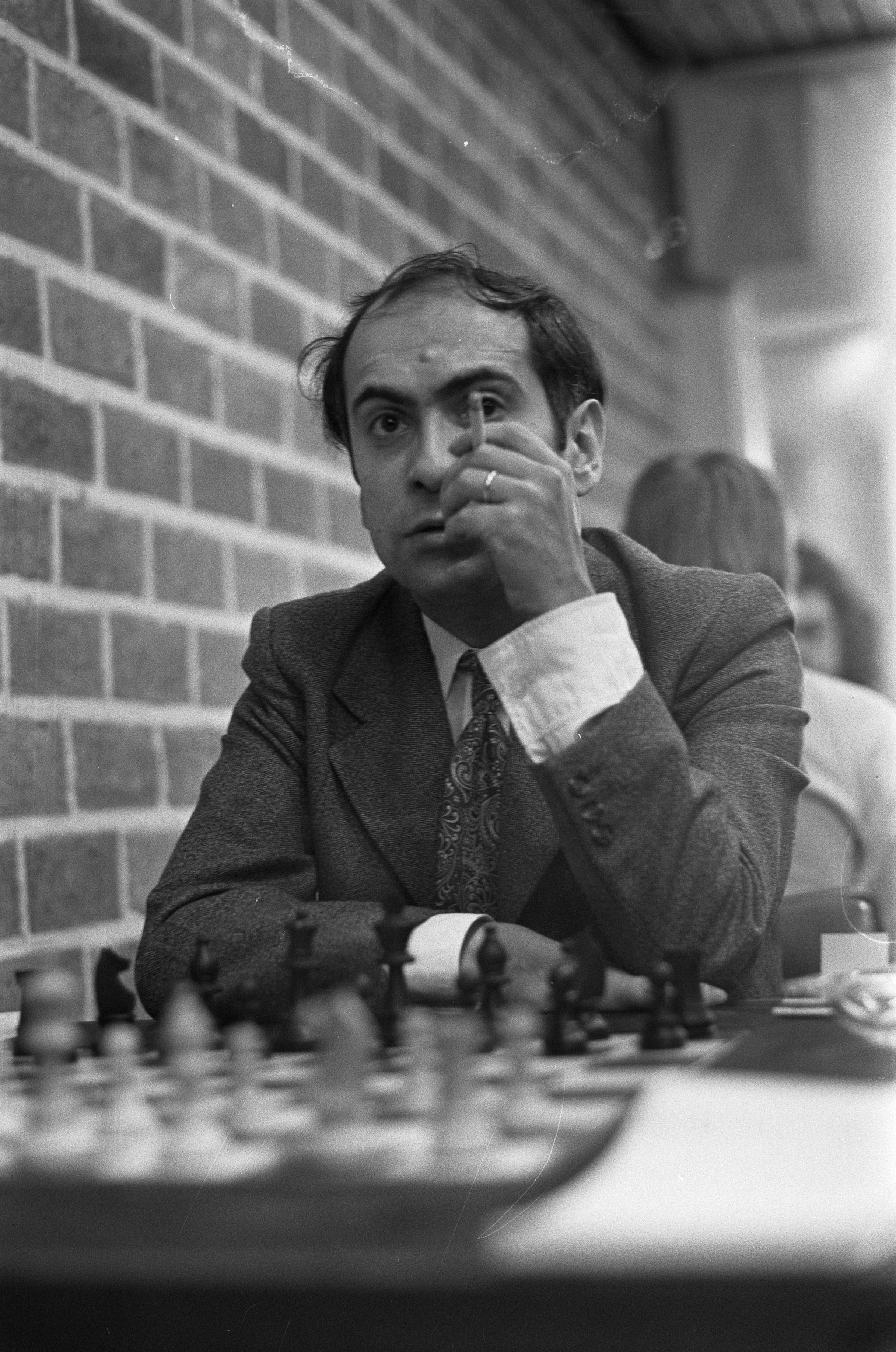
Michail Tal vid turnerningen 1973

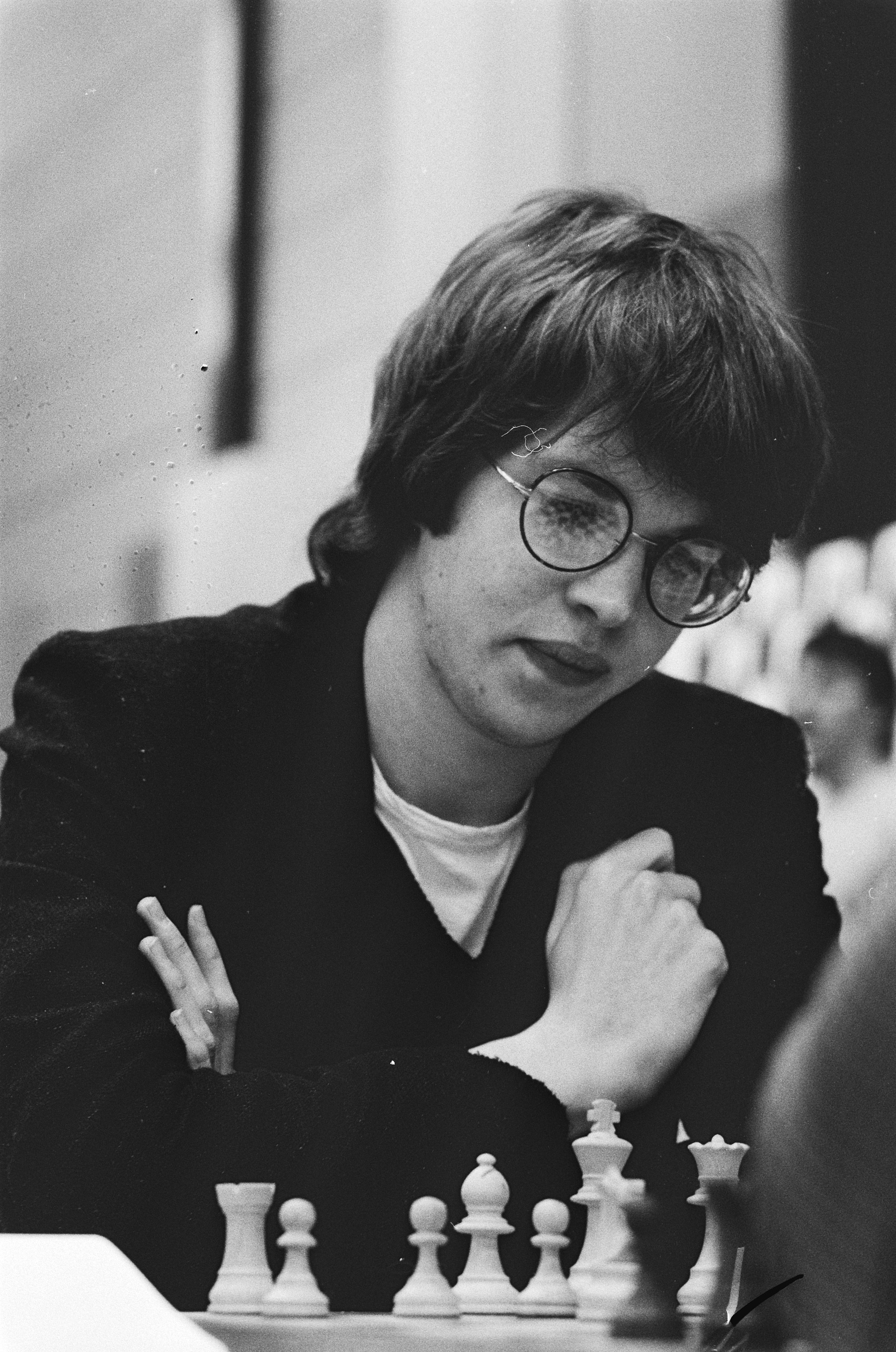
Nigel Short, Hoogovens 1986

- 1938 –  Philip Bakker
- 1939 –  Nicolaas Cortlever
- 1940 –  Max Euwe
- 1941 –  Arthur Wijnas
- 1942 –  Max Euwe
- 1943 –  Arnold van den Hoek
- 1944 –  Theo van Scheltinga
- 1945 – ingen turnering
- 1946 –  Alberic O'Kelly de Galway
- 1947 –  Theo van Scheltinga
- 1948 –  Lodewjik Prins
- 1949 –  Savielly Tartakower
- 1950 –  Jan Hein Donner
- 1951 –  Herman Pilnik
- 1952 –  Max Euwe
- 1953 –  Nicolas Rossolimo
- 1954 –  Hans Bouwmeester och  Vasja Pirc
- 1955 –  Borislav Milić
- 1956 –  Gideon Ståhlberg
- 1957 –  Aleksandar Matanović
- 1958 –  Max Euwe och  Jan Hein Donner
- 1959 –  Friðrik Ólafsson
- 1960 –  Bent Larsen och  Tigran Petrosian
- 1961 –  Bent Larsen och  Borislav Ivkov
- 1962 –  Petar Trifunović
- 1963 –  Jan Hein Donner
- 1964 –  Paul Keres och  Iivo Nei
- 1965 –  Lajos Portisch och  Efim Geller
- 1966 –  Lev Polugaevsky
- 1967 –  Boris Spassky

### Hoogovens Wjik aan Zee
År 1968 flyttades turneringen till kuststaden Wjik aan Zee och kallades både "Hoogovens" och "Wjik aan Zee".
- 1968 –  Viktor Kortjnoj
- 1969 –  Michail Botvinnik och  Efim Geller
- 1970 –  Mark Taimanov
- 1971 –  Viktor Kortjnoj
- 1972 –  Lajos Portisch
- 1973 –  Michail Tal
- 1974 –  Walter Browne
- 1975 –  Lajos Portisch
- 1976 –  Ljubomir Ljubojević och  Friðrik Ólafsson
- 1977 –  Genna Sosonko och  Efim Geller
- 1978 –  Lajos Portisch
- 1979 –  Lev Polugaevsky
- 1980 –  Walter Browne och  Yasser Seirawan
- 1981 –  Genna Sosonko och  Jan Timman
- 1982 –  John Nunn och  Yuri Balashov
- 1983 –  Ulf Andersson
- 1984 –  Alexander Beliavsky och  Viktor Kortjnoj

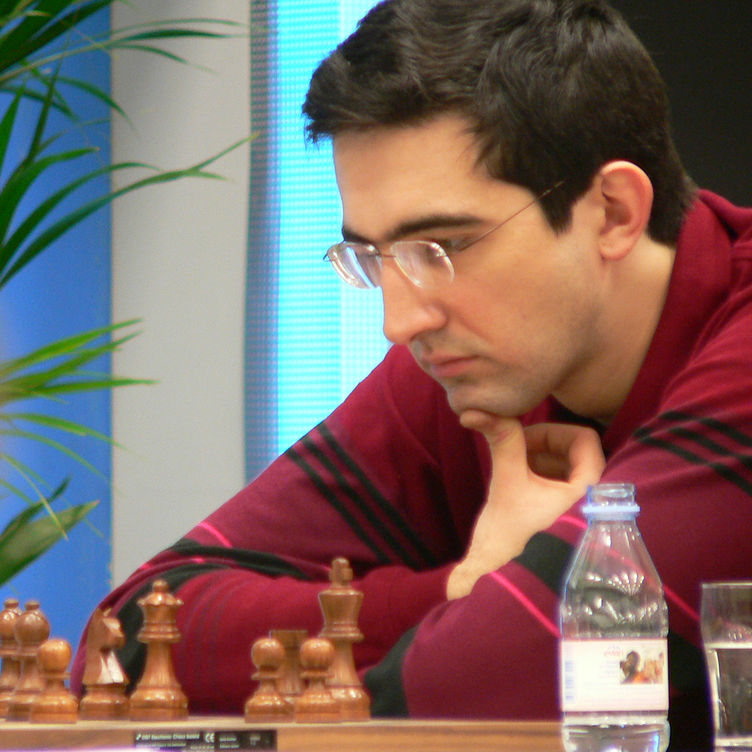
Vladimir Kramnik, Cours Tournament 2005

- 1985 –  Jan Timman
- 1986 –  Nigel Short
- 1987 –  Nigel Short och Viktor Kortjnoj
- 1988 –  Anatoly Karpov
- 1989 –  Viswanathan Anand,  Predrag Nikolić,  Zoltán Ribli och  Gyula Sax
- 1990 –  John Nunn
- 1991 –  John Nunn
- 1992 –  Valery Salov och  Boris Gelfand
- 1993 –  Anatoly Karpov
- 1994 –  Predrag Nikolić
- 1995 –  Alexey Dreev
- 1996 –  Vasilij Ivanchuk
- 1997 –  Valerij Salov
- 1998 –  Vladimir Kramnik och  Viswanathan Anand
- 1999 –  Garri Kasparov

### Corus tournament
Från år 2000 till år 2010 kallades turneringen för antingen "Wijk aan Zee" eller "Corus". 

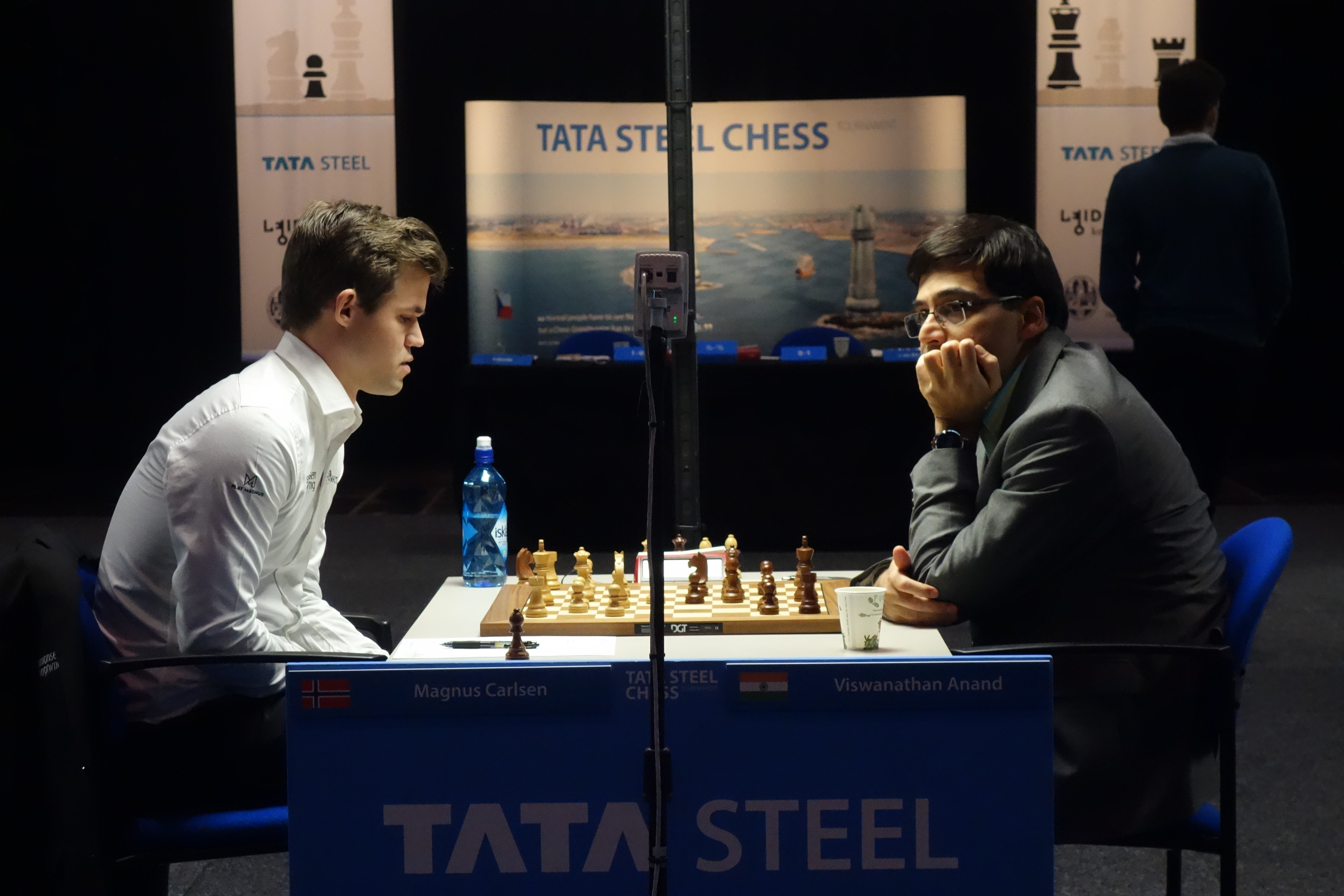
Magnus Carlsen vs. Viswanathan Anand, Tata Steel 2019

- 2000 –  Garri Kasparov
- 2001 –  Garri Kasparov
- 2002 –  Jevgenij Barejev
- 2003 –  Viswanathan Anand
- 2004 –  Viswanathan Anand
- 2005 –  Péter Lékó
- 2006 –  Veselin Topalov och  Viswanathan Anand
- 2007 –  Veselin Topalov,  Levon Aronian och  Teimour Radjabov
- 2008 –  Teimour Radjabov och  Magnus Carlsen
- 2009 –  Sergej Karjakin
- 2010 –  Magnus Carlsen

### Tata Steel tournament
När Tata Steel köpte Corus Group plc. bytte turneringen namn.
- 2011 –  Hikaru Nakamura
- 2012 –  Levon Aronian
- 2013 –  Magnus Carlsen
- 2014 –  Levon Aronian
- 2015 –  Magnus Carlsen
- 2016 –  Magnus Carlsen
- 2017 –  Wesley So
- 2018 –  Magnus Carlsen
- 2019 –  Magnus Carlsen
- 2020 –  Fabiano Caruana
- 2021 –  Jorden van Foreest
- 2022 –  Magnus Carlsen
- 2023 –  Anish Giri
- 2024 –  Wei Yi

## Resultat

### 2021
|    | Spelare                      | Rating | 1 | 2 | 3 | 4 | 5 | 6 | 7 | 8 | 9 | 10 | 11 | 12 | 13 | 14 | Totalt | SB    | Performance rating |
| -- | ---------------------------- | ------ | - | - | - | - | - | - | - | - | - | -- | -- | -- | -- | -- | ------ | ----- | ------------------ |
| 1  | Jorden van Foreest (NED)     | 2671   |   | ½ | ½ | ½ | ½ | ½ | 1 | 1 | 1 | ½  | 1  | ½  | ½  | ½  | 8,5    | 53    | 2839               |
| 2  | Anish Giri (NED)             | 2764   | ½ |   | ½ | ½ | ½ | ½ | ½ | 1 | 1 | ½  | 1  | ½  | ½  | ½  | 8,5    | 52,25 | 2832               |
| 3  | Andrey Esipenko (RUS)        | 2677   | ½ | ½ |   | ½ | ½ | 1 | ½ | 0 | ½ | ½  | 1  | 1  | ½  | 1  | 8      | 49    | 2815               |
| 4  | Fabiano Caruana (USA)        | 2823   | ½ | ½ | ½ |   | ½ | ½ | ½ | ½ | ½ | ½  | ½  | 1  | 1  | 1  | 8      | 48,25 | 2804               |
| 5  | Alireza Firouzja (FIDE)      | 2749   | ½ | ½ | ½ | ½ |   | 0 | 1 | ½ | ½ | 1  | 1  | ½  | ½  | 1  | 8      | 48    | 2810               |
| 6  | Magnus Carlsen (NOR)         | 2862   | ½ | ½ | 0 | ½ | 1 |   | ½ | ½ | 1 | ½  | ½  | ½  | 1  | ½  | 7,5    | 47,25 | 2771               |
| 7  | Pentala Harikrishna (IND)    | 2732   | 0 | ½ | ½ | ½ | 0 | ½ |   | ½ | 1 | ½  | ½  | ½  | ½  | 1  | 6,5    | 38,75 | 2724               |
| 8  | Aryan Tari (NOR)             | 2625   | 0 | 0 | 1 | ½ | ½ | ½ | ½ |   | ½ | ½  | ½  | ½  | ½  | ½  | 6      | 38    | 2703               |
| 9  | Nils Grandelius (SVE)        | 2663   | 0 | 0 | ½ | ½ | ½ | 0 | 0 | ½ |   | 1  | ½  | ½  | 1  | 1  | 6      | 34    | 2700               |
| 10 | Jan-Krzystof Duda (POL)      | 2743   | ½ | ½ | ½ | ½ | 0 | ½ | ½ | ½ | 0 |    | ½  | ½  | ½  | ½  | 5,5    | 35,75 | 2666               |
| 11 | David Anton Guijarro (SPA)   | 2679   | 0 | ½ | 0 | ½ | 0 | ½ | ½ | ½ | ½ | ½  |    | ½  | ½  | ½  | 5      | 30,75 | 2641               |
| 12 | Radoslaw Wojtaszek (POL)     | 2705   | ½ | 0 | 0 | 0 | ½ | ½ | ½ | ½ | ½ | ½  | ½  |    | ½  | ½  | 5      | 30,75 | 2639               |
| 13 | Maxime Vachier-Lagrave (FRA) | 2784   | ½ | 0 | ½ | 0 | ½ | 0 | ½ | ½ | 0 | ½  | ½  | ½  |    | 1  | 5      | 29,75 | 2633               |
| 14 | Alexander Donchenko (GER)    | 2668   | ½ | ½ | 0 | 0 | 0 | ½ | 0 | ½ | 0 | ½  | ½  | ½  | 0  |    | 3,5    | 23    | 2554               |